# Dálniční křižovatka Oberpfälzer Wald
Autobahnkreuz Oberpfälzer Wald (zkráceně též Kreuz Oberpfälzer Wald; zkratka AK Oberpfälzer Wald) je křižovatka dvou německých dálnic, nacházející se ve spolkové zemi Bavorsko u městyse Wernberg-Köblitz. Zde se kříží dálnice A 6 s dálnici A 93.

## Poloha
Dálniční křižovatka se nachází na území městyse Wernberg-Köblitz a území města Pfreimd (hranice mezi nimi přibližně kopíruje jižní krajnic dálnice A6, přičemž městys Wernberg-Köblitz se nachází severně od dálniční křižovatky a město Pfreimd jižně. Další obcí v okolí je Trausnitz ležící východně od křižovatky. Křižovatka se nachází v údolí řeky Náby v její těsné blízkosti a v zářezu mezi okolními kopci uvnitř přírodního parku Hornofalcký les.
Nejbližší větší města jsou Norimberk (asi 80 km po dálnici A 6 na západ), Řezno (asi 55 km po dálnici A 93 na jih), Hof (asi 110 km po dálnici A 93 na sever) a Plzeň (asi 90 km po dálnici A 6, resp. dálnici D5 na východ).

## Popis
Autobahnkreuz Oberpfälzer Wald je mimoúrovňová křižovatka dálnice A 6 procházející západo-východním směrem (Saarbrücken–Mannheim–Norimberk–Waidhaus) a dálnice A 93 procházející severo-jižním směrem (Hof–Řezno–Kufstein). Současně po ní prochází i evropské silnice E50, a to západo-východním směrem. Na dálnici A 6 je křižovatka označena jako sjezd 70 a na dálnici A 93 je označena jako sjezd 27.
Autobahnkreuz Oberpfälzer Wald je proveden jako čtyřlístková čtyřramenná dálniční křižovatka.

## Historie výstavby
První úvahy o dálniční křižovatce sahají již do přelomu 30. a 40. let 20. století, neboť už tehdy byly plánovány dálniční tahy ve směrech dnešní dálnice A 6 a dálnice A 93. Avšak k samotné realizaci došlo o mnoho let později. Koncem 60. let 20. století byl zprovozněn úsek dálnice A 93 mezi městysem Wernberg-Köblitz, městem Pfreimd a městem Nabburg. Naopak výstavba dálnice A 6 se zastavila u města Amberg, což se změnilo až v 90. letech 20. století, kdy jednak narůstala doprava směrem k hraničnímu přechodu Waidhaus a jednak bylo mezi Německem a Českou republikou dohodnuto dálniční spojení obou zemí.
Dálniční křižovatka byla zprovozněna v roce 2005 spolu s navazujícím asi desetikilometrovým úsekem dálnice A 6 směrem na východ od křižovatky. Avšak naplno, tj. všemi směry, mohla být využívána až v roce 2008, kdy byl zprovozněn úsek dálnice A 6 navazující na dálniční křižovatku směrem na západ k městu Amberg.

## Dopravní zatížení
V průměru projede křižovatkou 45 000 vozidel denně, pročež patří mezi nejméně vytížené dálniční křižovatky v Německu.